# Upadek zbuntowanych aniołów
Upadek zbuntowanych aniołów (niderl. De val der verdoemden tijdens het Laatste Oordeel) – obraz flamandzkiego malarza Petera Paula Rubensa.

## Opis
Obraz namalowany ok. 1619 roku jest jednym z trzech dzieł poruszających temat sądu ostatecznego. Wraz z pozostałymi, Wielkim Sądem Ostatecznym i Małym Sądem Ostatecznym (Strącenie potępionych) znajduje się w Starej Pinakotece w Monachium. Jego ikonografia zaczerpnięta została z Ewangelii Mateusza oraz z Apokalipsy św. Jana. Dzieło poprzez swą symbolikę nawiązuje do wizji dantejskiego piekła.
Obraz przedstawia Michała Archanioła (u góry obrazu) wraz z aniołami spychającego potępionych aniołów do piekła. Z jego tarczy bije oślepiający blask rozświetlający spadające ciała w ciemna otchłań. Przedstawiając nagie ciała mężczyzn i kobiet, Rubens dał wyraz swojej pasji w ukazywaniu różnych form anatomicznych pod każdym możliwym kątem w każdej możliwej pozie. W środkowej części obrazu widać otyłe postacie ze zdeformowanymi twarzami, których ciała są rozszarpywane przez bestie. W dolnej części obrazu gromadzą się inne monstra i smoki pożerające potępione ciała. Okrutne postacie są alegorią grzechów głównych m.in. lew przedstawia gniew, wąż pychę, a pies zawiść.
Obraz został przedstawiony na okładce płyty pt. Reverence (2018), australijskiego zespołu metalowego Parkway Drive.